# BYD
BYD Co Ltd (от англ. Build Your Dreams, «построй свои мечты») — китайский конгломерат, включающий в себя производителя автомобилей BYD Auto и производителя аккумуляторов и электроники BYD Electronic. Базируется в Шэньчжэне (Китай). В списке крупнейших публичных компаний мира Forbes Global 2000 за 2022 год BYD заняла 580-е место. Владельцем компании является китайский миллиардер Ван Чуаньфу.
BYD имеет производственные базы в Шэньчжэне, Сиане, Чжэнчжоу, Шанхае, Пекине (КНР), а также в Узбекистане, Бразилии, Таиланде, Венгрии и Турции.

## История

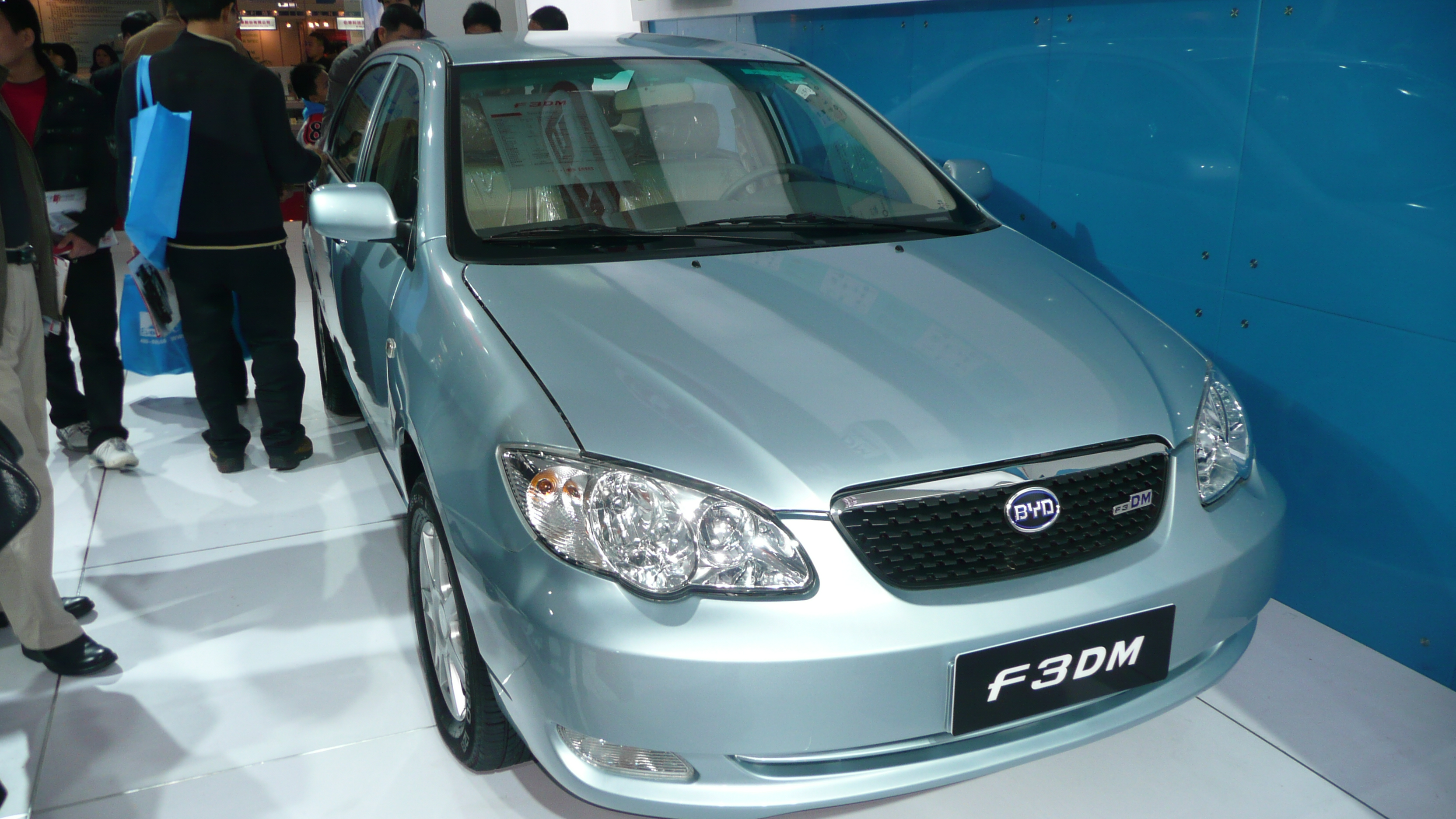
BYD F3 DM — один из ранних китайских гибридных автомобилей

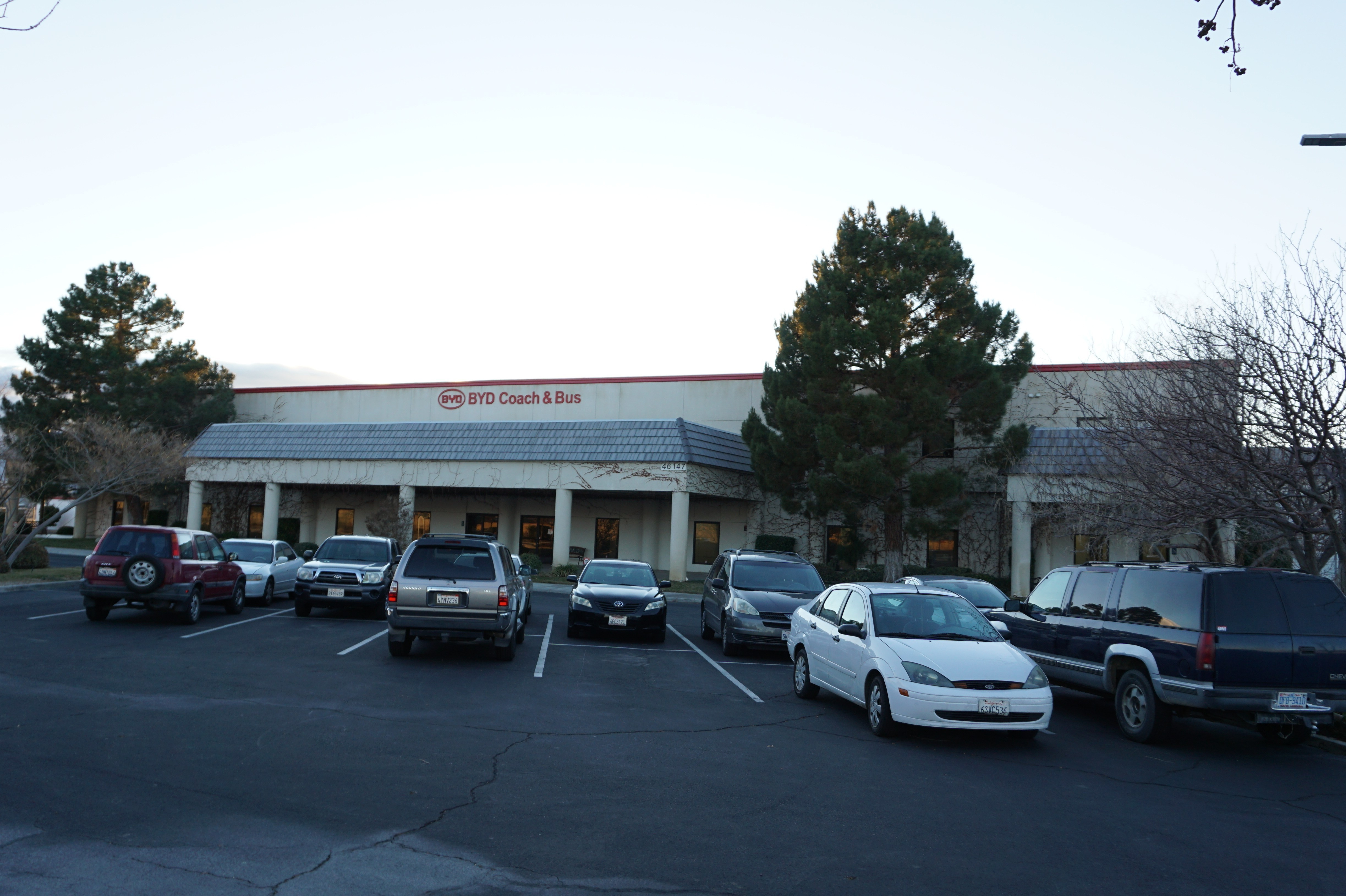
Автобусный завод BYD в Калифорнии

Компанию основал Ван Чуаньфу при финансовой поддержке двоюродного брата Люй Синъяна (Lv Xiangyang) в феврале 1995 года, первоначально она занималась производством аккумуляторов. Местом создания компании был выбран Шэньчжэнь, где в то время быстро развивалась электронная промышленность. К 2002 году, когда BYD разместила свои акции на Гонконгской фондовой бирже, она уже была крупнейшим производителем аккумуляторов в Китае. В 2003 году у государственного конгломерата Norinco был куплен Циньчуаньский автомобилестроительный завод в провинции Шэньси и преобразован в дочернюю компанию BYD Automobile. От завода компания унаследовала модель Flyer. Тогда же был куплен завод по производству пресс-форм в Пекине и создано конструкторское бюро в Шанхае. Первой собственной моделью была F3, образцом для которой послужила Toyota Corolla. В следующие несколько лет был запущен в производство ещё целый ряд моделей, многие из которых также были сходны с моделями Toyota. К 2010 году продажи достигли 500 тыс. автомобилей в год.
Однако целью компании было начать производство электромобилей, а не только копировать популярные модели с ДВС. Представленная в 2008 году модель BYD F3DM стала первым в мире заряжаемым гибридным автомобилем (Plug-in hybrid). Полностью электрическая модель e6 была представлена в 2010 году. Кроме этого, в 2006 году была основана ещё одна дочерняя компания, BYD Automotive Industry, со временем начавшая выпуск автобусов, грузовиков (вплоть до 60-тонных самосвалов) и дорожной техники с электроприводом, а позже и монорельсовых поездов.
В 2008 году конгломерат Уоррена Баффета Berkshire Hathaway приобрёл около 10 % акций BYD. В 2011 году было создано совместное предприятие с Daimler, начавшее выпуск автомобилей под маркой Denza, но оно просуществовало недолго. В июне 2011 года компания провела эмиссию А-акций, которые были размещены на Шэньчжэньской фондовой бирже.
В 2013 году начался выпуск новой серии моделей, на этот раз по собственному дизайну. Первой моделью стала Qin (Цинь), названная по первой китайской империи, следующие модели также назывались по китайским империями: Tang (Тан), Yuan (Юань), Song (Сун) и Han (Хань). В 2016 году был нанят известный дизайнер автомобилей Вольфганг Эггер (Wolfgang Egger), до этого работавший в Audi. В 2020 году было создано совместное предприятие с Toyota по производству электромобилей.
В марте 2023 года началось строительство автомобильного завода BYD в тайской провинции Районг. В августе 2023 года BYD Electronics подписала соглашение о покупке заводов электроники компании Jabil в городах Уси и Чэнду за 2,2 млрд долларов.
В четвёртом квартале 2023 года BYD превзошла Tesla по объёму продаж электромобилей и вышла на первое место в мире (продажи BYD достигли 526 409 единиц, в то время как продажи Tesla составили 484 507 единиц). Совокупный объём продаж автомобилей BYD в 2023 году достиг 3,02 млн единиц, увеличившись на 62,3 % в годовом исчислении, из них объём продаж электромобилей составил 1,57 млн единиц. В январе 2024 года BYD запустила сборку электромобилей в Узбекистане.
В марте 2024 года в бразильском городе Салвадор начал работу сборочный завод BYD производственной мощностью 150 тыс. автомобилей в год. Осенью 2024 года BYD впервые обошел Tesla по квартальной выручке: в третьем квартале выручка компании составила 201,1 млрд юаней (около 28,2 млрд долл. США), увеличившись на 24 % по сравнению с аналогичным периодом прошлого года; за этот же период выручка Tesla составила 25,18 млрд долл. США. В ноябре 2024 года с конвейера автозавода BYD в Шэньчжэне сошел 10-миллионный автомобиль на новых источниках энергии (NEV).
По итогам 2024 года продажи транспортных средств на новых источниках энергии выросли на 41,26 % в годовом исчислении и превысили 4,27 млн единиц (легковых NEV было реализовано 4,25 млн единиц; продажи полностью электрических автомобилей составили более 1,76 млн единиц, а продажи гибридных автомобилей выросли на 72,83 % до 2,49 млн единиц; продажи легковых NEV за рубежом выросли на 71,9 % до 417,2 тыс. единиц).

## Собственники и руководство
- Ван Чуаньфу (Wang Chuan-fu, род. 8 апреля 1966 года) — основатель, председатель совета директоров и президент компании. Ему принадлежит 17,64 % акций BYD Company.
- Люй Синъян (Lv Xiang-yang, род. в 1962 году) — сооснователь, вице-председатель компании. До создания компании в 1995 году работал в отделении Народного банка Китая в Чаоху. Ему принадлежит 13,55 % акций BYD Company.

Berkshire Hathaway принадлежит 20,49 % Х-акций, которые котируются на Гонконгской фондовой бирже, что соответствует 7,73 % от общей суммы выпущенных акций (через дочернюю компанию Western Capital Group).

## Деятельность
Основной продукцией компании являются автомобили и комплектующие, на них в 2021 году пришлось 52 % выручки, на аккумуляторы и солнечные батареи — 7 % выручки, другая продукция включает комплектующие к мобильным телефонам и другой электронике, а также услуги по сборке техники. На Китай (включая Гонконг, Макао и Тайвань) пришлось 70 % выручки. 
В 2024 году чистая прибыль BYD выросла на 34 % в годовом исчислении и составила 40,25 млрд юаней (5,6 млрд долл. США); выручка компании составила 777,1 млрд юаней, что на 29,02 % больше, чем в предыдущем году. Выручка компании от продажи автомобилей, комплектующих и услуг достигла 617,38 млрд юаней (+ 27,7 % в годовом исчислении, 79,45 % от общей выручки компании); выручка от поставок компонентов для мобильных телефонов и другой продукции составила 159,61 млрд юаней (+ 34,6 % в годовом исчислении, 20,54 % от общей выручки). Объем инвестиций в НИОКР вырос на 36 % до 54,2 млрд юаней. По состоянию на 2024 год компания являлась производителем 30 % планшетов iPad.
|                     | 2012  | 2013  | 2014  | 2015  | 2016  | 2017  | 2018  | 2019  | 2020  | 2021  |
| ------------------- | ----- | ----- | ----- | ----- | ----- | ----- | ----- | ----- | ----- | ----- |
| Оборот              | 44,38 | 49,77 | 55,37 | 77,61 | 100,2 | 102,7 | 121,8 | 121,8 | 153,5 | 211,3 |
| Чистая прибыль      | 0,081 | 0,553 | 0,434 | 2,823 | 5,052 | 4,066 | 2,780 | 1,614 | 4,234 | 3,045 |
| Активы              | 70,01 | 78,01 | 94,01 | 115,5 | 145,1 | 178,1 | 194,6 | 195,6 | 201,0 | 295,8 |
| Собственный капитал | 21,20 | 21,71 | 25,37 | 32,29 | 51,26 | 55,00 | 55,20 | 56,76 | 56,87 | 95,07 |

Компания имеет собственный флот ролкеров.

## Модельный ряд

### Легковые автомобили
Под брендом BYD
- BYD F0 — мини-хетчбэк
- BYD F3 — седан первого поколения (образца 2005 года), только экспорт на рынки стран третьего мира
- BYD F3 — рестайлинговый седан второго поколения (образца 2014 года)
- BYD New F3 — рестайлинговый седан третьего поколения (образца 2016 года)
- BYD F5 — Su Rui седан на удлиненной платформе модели F3
- BYD e5 300 — электромобиль (EV) на базе модели Su Rui
- BYD Qin — седан с гибридной силовой установкой WTHEV
- BYD EV300 — электромобиль (EV) на базе модели Qin
- BYD Yuan — S1 компактный кроссовер с гибридной силовой установкой HEV
  - BYD Yuan Plus — второе поколение
  - BYD Yuan Up — компактный электромобиль-кроссовер
- BYD Song — S3 компактный кроссовер с гибридной силовой установкой HEV
- BYD S6 — полноразмерный кроссовер
- BYD Tang — кроссовер с гибридной силовой установкой HEV на базе модели S6
- BYD S7 — полноразмерный премиальный кроссовер
- BYD M6 — минивэн
- BYD e6 — компактвэн-электромобиль (EV), спецверсия для такси с увеличенным до 400 км запасом хода
- BYD Han — седан, доступен как электромобиль и как «гибрид».
- BYD Shang — M3 DM гибридный компактвэн на базе платформы Nissan NV200, произведена ограниченная партия

Под брендом Denza
- Denza 500 EV — модернизированный электромобиль (EV) на базе платформы Daimler MFA (Mercedes Benz B-class W246)
- Denza D9 — минивэн с электрической силовой установкой
- Denza N7 — кроссовер с электрической силовой установкой
- Denza N8 — кроссовер с гибридной силовой установкой на базе BYD Tang

Под брендом FangChengBao
- Leopard 3 — компактный внедорожник
- Leopard 5 — среднеразмерный внедорожник
- Leopard 8 — полноразмерный внедорожник

Под брендом Yangwang
- Yangwang U7 — спортивный седан
- Yangwang U8 — гибридный внедорожник
- Yangwang U9 — спорткар

### Коммерческие автомобили

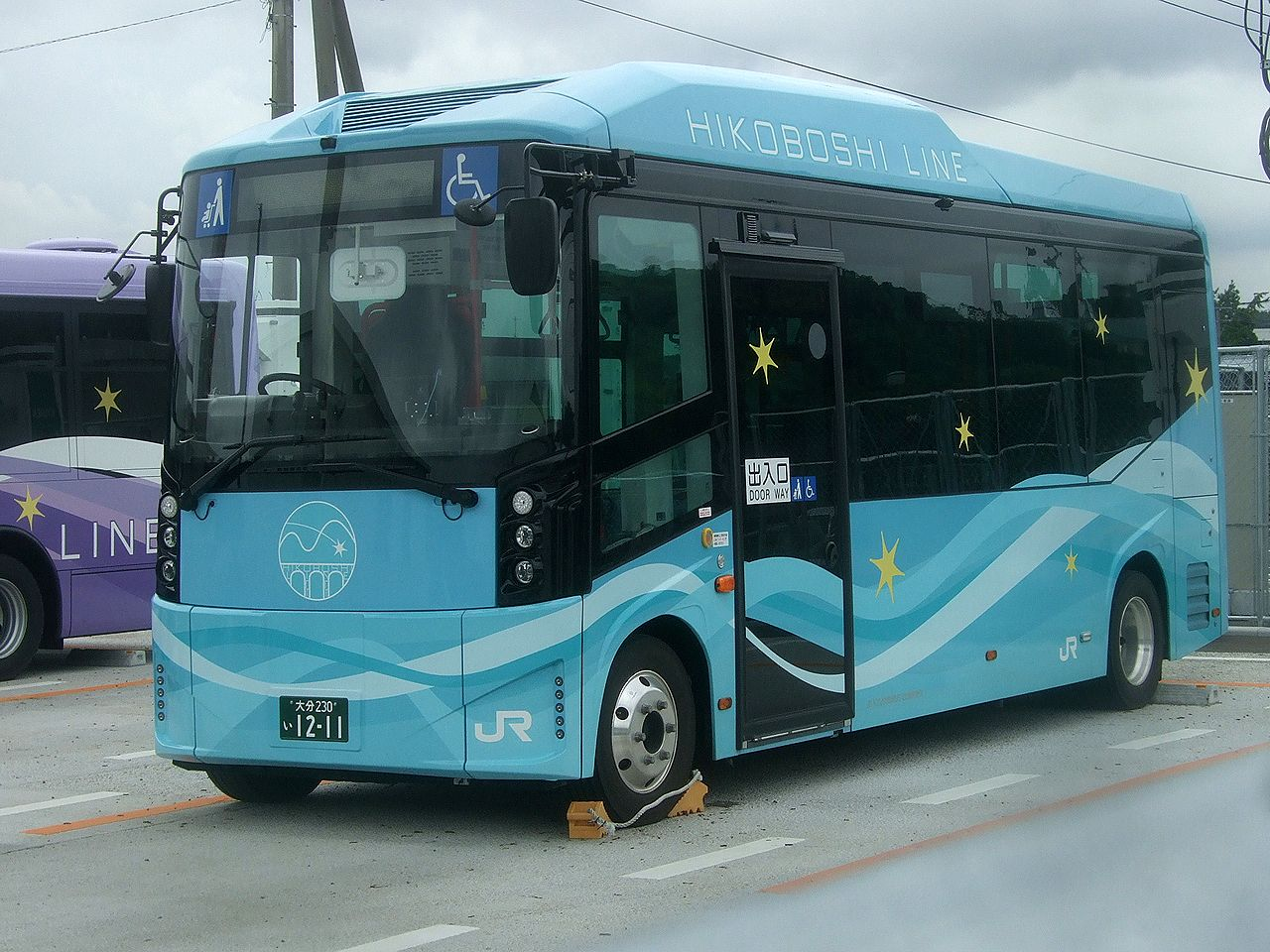
Электробус BYD

- BYD T3 — развозной фургон EV на базе модели Shang
- BYD K9 — серийный городской низкопольный электробус

### Прототипы
- BYD F3e
- BYD F6DM

## Дочерние компании
Основные дочерние компании по состоянию на 2021 год:
- BYD Lithium Batteries Co., Ltd. (КНР, 100 %, производство литий-ионных аккумуляторов)
  - FinDreams Battery Co., Ltd. — второй по величине производитель аккумуляторов «лифер» в Китае, после CATL
- Shanghai BYD Co., Ltd. (КНР, 100 %, производство литий-ионных аккумуляторов и солнечных батарей)
- BYD Auto Co., Ltd. (КНР, 100 %, производство автомобилей)
- Huizhou BYD Battery Co., Ltd. (КНР, 100 %, производство литий-ионных аккумуляторов)
- BYD Auto Industry Co., Ltd. (КНР, 100 %, производство автомобилей и рельсового транспорта)
- BYD Electronic (International) Co., Ltd. (Гонконг, 66 %, инвестиционный холдинг)
  - BYD Precision Manufacture Co., Ltd. (КНР, 66 %, производство комплектующих к мобильным телефонам и другой электронике)
  - Huizhou BYD Electronic Co., Ltd. (КНР, 66 %, высокоточная сборка)
  - Xi’an BYD Electronic Co., Ltd. (КНР, 66 %, производство комплектующих к мобильных телефонам)
- BYD Auto Sales Co., Ltd. (КНР, 100 %, продажа и гарантийный ремонт автомобилей)
- Changsha BYD Auto Co., Ltd. (КНР, 100 %, производство автомобилей и комплектующих)
- BYD (Shangluo) Industrial Co., Ltd. (КНР, 100 %, производство солнечных батарей)
- BYD Uzbekistan Factory (Узбекистан, производство автомобилей)